# Kodeks Trivulzianus
Kodeks Trivulzianus je rukopis Leonarda da Vinčija koji je prvobitno sadržao 62 lista, od kojih je danas ostalo 55. On dokumentuje Leonardove pokušaje da poboljša svoje skromno književno obrazovanje kroz dugačke liste naučenih reči kopiranih iz autoritativnih leksičkih i gramatičkih izvora. Rukopis takođe sadrži i studije vojne i verske arhitekture.
Ovaj kodeks se čuva u zamku Sforca, u Milanu, ali nije sasvim dostupan javnosti. U glavnoj sobi muzeja nalaze se i freske koje je naslikao Leonardo.

## Spoljašnje veze
- Leonardo da Vinči, Anatomski crteži, katalog izložbe koji sadrži materijal za Kodeks Trivulzanius
- The Mind of Leonardo